# Пушкин, Александр Анатольевич (полковник)
Александр Анатольевич Пушкин (30 декабря 1872 (11 января 1873) — весна 1919) — полковник Российской императорской армии. Участник Первой мировой и Гражданской войн. После Октябрьской революции присоединился к Белому движению, служил в Добровольческой армии и Вооружённых силах Юга России (ВСЮР). Был командиром казачьей бригады. Погиб от рук «большевистски настроенных чеченцев». Кавалер ордена Святого Георгия 4-й степени (1917).
Внучатый племянник поэта Александра Пушкина.

## Биография

### Происхождение и детство
Александр Анатольевич Пушкин родился в селе Большое Болдино Нижегородской губернии 30 декабря 1872 года в семье Анатолия Львовича Пушкина, который в свою очередь, был сыном Льва Сергеевича Пушкина — брата русского поэта Александра Сергеевича Пушкина. Помимо Александра, у Анатолия Львовича был ещё один сын — Лев (1870—1918), вице-губернатор Оренбургской губернии (1915—1917), и две дочери — Вера (1871—1941) и Надежда (1875—1898).
Образование получил в Императорском Александровском лицее, однако курса не окончил.

### Служба
29 августа 1893 года поступил на службу в Российскую императорскую армию вольноопределяющимся в 35-й драгунский Белгородский полк. 13 августа 1897 года окончил военно-училищный курс Елисаветградского кавалерийского юнкерского училища по 1-му разряду, с производством из вахмистров в корнеты (со старшинством с 12 августа 1896 года) и переводом в 36-й драгунский Ахтырский полк. 15 марта 1901 года произведён в поручики, со старшинством с 12 августа 1900 года, а 1 сентября 1904 года — в штабс-ротмистры, со старшинством с 12 августа того же года.
Весной 1907 года окончил курс Офицерской кавалерийской школы с оценкой «успешно», после чего был зачислен 15 июля 1907 года в постоянный состав этой школы младшим офицером (с оставлением в списках 36-го драгунского Ахтырского полка). В 1910 году, в связи с пожалованием Офицерской кавалерийской школе прав Старой гвардии, получил гвардейское старшинство в чине штабс-ротмистра — с 12 августа 1908 года. 8 октября 1911 года назначен помощником заведующего курсом наездников в отделе наездников Офицерской кавалерийской школы. 26 августа 1912 года произведён в ротмистры (гвардейской кавалерии), со старшинством с 12 августа того же года. С 1 октября 1913 года прикомандирован на 1 год к 14-му гусарскому Митавскому полку для цензового командования 5-м эскадроном.
В составе Митавского полка выступил на фронт Первой мировой войны. В одном из первых боёв, 30 июля 1914 года под Кельцами, получил серьёзное ранение, для излечения отправлен в Ивангородский госпиталь. После истечения срока цензового командования вернулся в полк Офицерской кавалерийской школы, в рядах которого воевал до 1916 года. За отличие при сдерживании атаки противника при деревне Умиотки 14 декабря 1914 года был представлен к награждению Георгиевским оружием, однако представление не получило утверждения в Думе.
22 января 1916 года переведён в 14-й гусарский Митавский полк с переименованием в подполковники армейской кавалерии (22 июня 1917 года старшинство в чине установлено с 12 августа 1910 года). 23 февраля 1917 года произведён в полковники, со старшинством с 28 декабря 1915 года. 2 сентября того же года назначен командиром 14-го драгунского Малороссийского полка. В ходе войны получил несколько ранений.
После Октябрьской революции присоединился к Белому движению, служил в Добровольческой армии и ВСЮР. Занимал должность командира бригады в Кубанской казачьей дивизии ВСЮР. Погиб весной 1919 года в бою против «большевистски настроенных чеченцев» под городом Устар-Гардай на реке Валерик. Похоронен на братском кладбище в Екатеринодаре.

### Семья
23 января 1909 года сочетался браком с Екатериной Ивановной Чикиной (22 ноября 1886 — после 1948). От этого брака имел троих детей — Аллу (род. 1910, в 1948 году с мужем эмигрировала в Венесуэлу), Александра (род. 1911/1912, в 1941 году вступил в ряды германской армии и в том же году убит в бою с РККА на территории Эстонии), и Ирину (младший ребёнок). С 1919 по 1944 годы Екатерина Ивановна жила вместе с детьми на территории Прибалтийских стран. По состоянию на 1948 год вместе с младшей дочерью находилась в лагере для перемещённых лиц в Ашаффенбурге (Бавария). Дальнейшая судьба вдовы полковника Пушкина неизвестна.

## Награды
Александр Анатольевич был пожалован следующими наградами:
- орден Святого Станислава 3-й степени (Высочайший приказ 13 мая 1907);
- орден Святого Станислава 2-й степени с мечами (Высочайший приказ 10 июня 1915);
- орден Святого Владимира 4-й степени с мечами и бантом (Высочайший приказ 12 ноября 1915);
- орден Святой Анны 4-й степени с надписью «За храбрость» (приказ командующего 4-й армией, утверждённый Высочайшим приказом 16 декабря 1915);
- мечи и бант к ордену Святого Станислава 3-й степени (приказ командующего 10-й армией, утверждённый Высочайшим приказом 21 июня 1916);
- орден Святой Анны 3-й степени с мечами и бантом (приказ главнокомандующего армиями Северо-Западного фронта, утверждённый Высочайшим приказом 4 ноября 1916);
- орден Святой Анны 2-й степени с мечами (приказ главнокомандующего армиями Северо-Западного фронта, утверждённый Высочайшим приказом 4 ноября 1916);
- орден Святого Георгия 4-й степени (приказ по армии и флоту 8 октября 1917)[12].